# Guillem de Olives Pons
Guillermo de Olives Pons (Maó, Menorca, 14 de febrer de 1927 - 19 d'agost de 2002) fou un advocat, empresari i polític menorquí.

## Biografia
Va estudiar el batxillerat a Maó en l'Institut Nacional d'Ensenyament Mitjà, i la carrera de dret en l'Antiga Facultat de Dret de San Bernardo a Madrid. Des del 1956 ha estat President del Consell d'Administració de l'Editorial Menorca, editora del diario Menorca. President de la Cooperativa Agropecuària i director de la Revista de Menorca, de temes monogràfics provincials, vicepresident de la Caixa de Balears i també president de l'Ateneu de Maó, i de la secció local de la Creu Roja el 1975-1977. Fou força actiu en la restauració de l'antic edifici de la capella de Sant Antoni Abat, de Maó, i del seu retaule gòtic.
És acadèmic corresponent de la Reial Acadèmia de Belles Arts de San Fernando i professor de l'Escola de Turisme. A les eleccions generals espanyoles de 1977 fou escollit senador per Menorca per la UCD. Dins del Senat d'Espanya fou vocal de la Comissió Especial d'Autonomies. Fou membre de l'Assemblea de Parlamentaris de les Illes Balears, i com a únic senador menorquí fou el patrocinador de l'anomenat Pacte d'El Toro amb representants de les altres forces polítiques menorquines per tal que es comprometessin en el futur Estatut d'Autonomia de les Illes Balears de 1983 i de la que en sorgiria l'Assemblea Autonòmica de Menorca, presidida pel mateix Guillem de Olives.
Un premi d'investigació sobre l'arquitectura i les arts plàstiques duu el seu nom.
Un fill seu, Guillem de Olives Olivares és també polític.